# 女給 (映画)
『女給』（じょきゅう）は、1931年（昭和6年）1月10日公開の曽根純三監督の映画。製作は帝国キネマ。

## 概要
原作は広津和郎の同名小説。北海道岩見沢から上京し、銀座のカフェーで女給として働き始めた女性を描く。

## キャスト
- 水原玲子
- 高島登
- 牧英勝

## スタッフ
- 監督：曽根純三
- 脚本：上島量
- 原作：広津和郎

## 主題歌
「女給の唄」（歌・羽衣歌子　作詞・西條八十　作曲・塩尻精八）ビクターレコードより発売。